# Liu Fei (Prinz)
Liu Fei (chinesisch 劉肥 / 刘肥, Pinyin Liú Féi; † 195 v. Chr.) war ein Prinz der chinesischen Han-Dynastie. Er war ein Sohn des Kaisers Gaozu und dessen Konkubine Cao. Durch seine niedere Geburt konnte er nicht Kronprinz werden und erhielt stattdessen 202 v. Chr. den Titel Prinz von Qi. Er entging nur knapp einem Anschlag der Kaiserin Lü Zhi, starb aber noch im selben Jahr (195 v. Chr.) eines natürlichen Todes. Er erhielt den postumen Titel Prinz Daohui von Qi (齊悼惠王,Qí DàoHuì Wáng).

## Familie
Liu Fei hatte mit seiner Gemahlin Si drei Söhne, deren ältester seinen Titel erbte. Sie waren alle drei in den Sturz der Kaiserinwitwe Lü Zhi verwickelt.
- Liu Xiang, Prinz von Qi
- Liu Zhang, Prinz von Chengyang
- Liu Xingju, Prinz von Jibei

## Grab
Nachdem Grabräuber im Herbst 2009 zwei der ihren in die Luft gesprengt hatten, wurde im Rahmen der folgenden Untersuchung die Grabanlage des Fürsten in der Provinz Jiangsu entdeckt. Weitere Gräber fand man im Umfeld. Eine gefundene, stilistisch eindeutig hellenistische, aber in China hergestellte Silberschale, bringt die bisherigen Annahmen einer vollkommen vor Ort entstandenen chinesischen Kulturentwicklung zu so früher Zeit ins Wanken. Die abschließende wissenschaftliche Einschätzung der Bedeutung der Funde steht noch aus.